# Nibley, Utah
Nibley, Utah (енгл. Nibley) град је у америчкој савезној држави Јута.

## Демографија
По попису из 2010. године број становника је 5.438, што је 3.393 (165,9%) становника више него 2000. године.
| Група             | 2000.         | 2010.         |
| Белци             | 1.939 (94,8%) | 4.756 (87,5%) |
| Афроамериканци    | 0 (0,0%)      | 11 (0,2%)     |
| Азијати           | 8 (0,4%)      | 25 (0,5%)     |
| Хиспаноамериканци | 79 (3,9%)     | 550 (10,1%)   |
| Укупно            | 2.045         | 5.438         |